# Phoracantha princeps
Phoracantha princeps är en skalbaggsart som först beskrevs av Blackburn 1889.  Phoracantha princeps ingår i släktet Phoracantha och familjen långhorningar. Inga underarter finns listade i Catalogue of Life.